# Zdravko Krivokapić

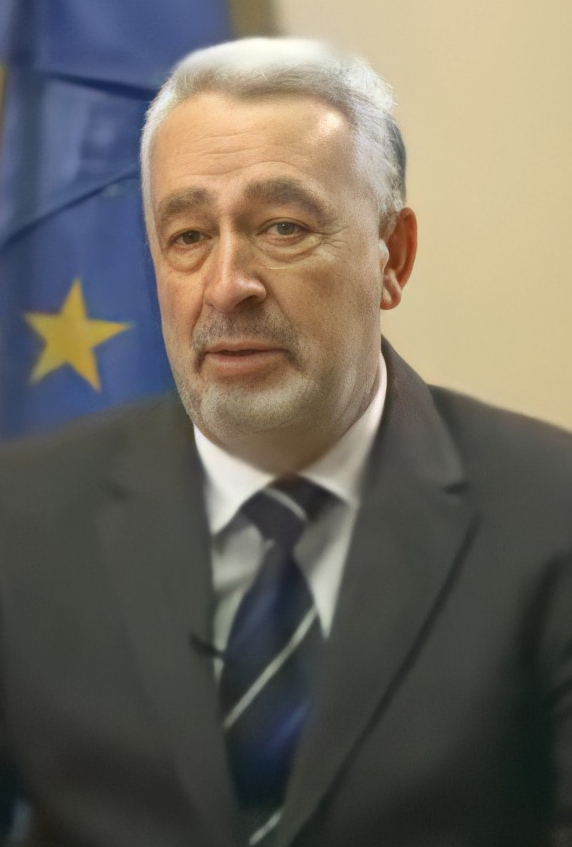
Zdravko Krivokapić im November 2020

Zdravko Krivokapić (* 2. September 1958 in Nikšić, SR Montenegro, SFR Jugoslawien) ist ein montenegrinischer Hochschullehrer, Politiker und vom 4. Dezember 2020 bis zum 27. April 2022 Premierminister von Montenegro.

## Schulische und akademische Laufbahn
Zdravko Krivokapić wurde am 2. September 1958 als Sohn serbischer Eltern, Drago and Ikonija Krivokapić, in Nikšić, der zweitgrößten Stadt der zu Jugoslawien gehörenden Sozialistischen Republik Montenegro geboren. Nach der Schulbildung in seiner Heimat schloss er im Jahre 1981 ein Maschinenbaustudium an der Fakultät für Maschinenbau der Abteilung für Produktionstechnik an der Universität Montenegro ab. Als bester Student der Fakultät für Maschinenbau erhielt er im Studienjahr 1980/81 den Studentenpreis 19. decembar. Danach schrieb er sich 1983 für ein Aufbaustudium im Bereich Produktionstechnik an der Fakultät für Maschinenbau der Universität Belgrad ein und veröffentlichte im Jahre 1989 seine Masterarbeit über die Planung und das Management von Ersatzteilbeständen. Im Jahr 1993 promovierte er an der Fakultät für Maschinenbau in Podgorica zum Doktor. Seine Dissertation war ein Beitrag zur automatischen Gestaltung des technologischen Schneidprozesses mittels eines Expertensystems. Während seiner Dissertation war er Gastforscher am Institut für Rechneranwendung in Planung und Konstruktion der Technischen Hochschule Fridericiana in Karlsruhe beim deutschen Ingenieurinformatiker und Wegbereiter des rechnergestützten Konstruierens Hans Grabowski.
Sein Praktikum absolvierte er im Jahre 1982 bei Željezara „Boris Kidrič“, einer nach dem Partisanen und Politiker Boris Kidrič benannten Eisenhütte in seiner Heimatstadt Nikšić. 1983 begann er als Assistant-Trainee an der Abteilung für Produktionstechnik der Fakultät für Maschinenbau in Podgorica. 1994 erfolgte seine Wahl zum Assistenzprofessor an der Fakultät für Maschinenbau der Universität Montenegro, ehe er zehn Jahre später, im Jahr 2004, eine ordentliche Universitätsprofessur für Informatik und Qualitätsmanagementsystem erhielt. Seit 1998 unterrichtet er auch Informationstechnik am Theologischen Seminar des Klosters Cetinje in der einstigen montenegrinischen Hauptstadt Cetinje.
Er ist Präsident des Organisationskomitees und Mitglied des Programmkomitees der SQM-Konferenz und der internationalen ICQME-Konferenz, sowie der Herausgeber des International Journal for Quality Research, das in der seit 2007 veröffentlichten Scopus-Datenbank indexiert ist. Des Weiteren ist Krivokapić Mitglied des Programmausschusses von vier Zeitschriften und 13 internationalen Konferenzen. Seit 1996 ist er Leiter des Qualitätszentrums, das auch die erste zertifizierte Organisationseinheit der Universität Montenegro (ISO 9001) ist. Von 26. Juni 2003 bis 21. Mai 2006 war er Mitglied der Kollegialbehörde der Akkreditierungsstelle Serbiens und Montenegros. Als sich Montenegro nach dem Unabhängigkeitsreferendum im Jahr 2006 von Serbien abgespalten hatte – Krivokapić hatte damals für den Verbleib Montenegros bei Serbien gestimmt –, war er von August 2007 bis ins Jahr 2016 Präsident des Vorstands der Akkreditierungsstelle Montenegros.
Im Rahmen seiner wissenschaftlichen Forschung hat Krivokapić mehr als 250 Artikel in nationalen, sowie internationalen Zeitschriften und Konferenzen veröffentlicht. Er ist der Autor von 16 (Lehr-)Büchern und 13 Skripten. Des Weiteren hat er im Laufe seiner Karriere 14 wissenschaftliche Forschungsprojekte und 22 weitere professionelle Projekte durchgeführt. Als Manager realisierte er acht wissenschaftliche Forschungsprojekte, sowie 17 weitere professionelle Projekte. Darüber hinaus ist Krivokapić Mitglied der American Society for Quality (ASQ) und Leiter des Zentrums für Doktorandenstudien an der Universität Montenegro.
Sechs Jahre vor dem offiziellen Beitritt Montenegros zur NATO wurde Krivokapić im Jahr 2011 vom Montenegrinischen Verteidigungsministerium mit der Aufklärung über die Verfahren zur Einführung eines Qualitätssystems und Möglichkeiten zur Umsetzung von Standards im Zusammenhang mit dem NATO-Qualitätsmanagementsystem beauftragt.

## Politische Laufbahn

### Einstieg in die Politik
Krivokapić war im Jahr 2019 an den Antikorruptionsprotesten in seinem Heimatland sowie von 2019 bis 2020 an den geistlichen Protesten nach einem neu verabschiedeten umstrittenen Religionsgesetz in Montenegro beteiligt. Erst Mitte des Jahres 2020, dem Höhepunkt der politischen Krise in Montenegro und des offenen Konflikts zwischen der serbisch-orthodoxen Kirche in Montenegro und der von der DPS geführten montenegrinischen Regierung unter Duško Marković, beschloss Krivokapić in die Politik zu gehen. Er wurde zum ersten Präsidenten bzw. Listenführer der von der SPC, der serbisch-orthodoxen Kirche in Montenegro, unterstützten NGO Ne damo Crnu Goru (deutsch: Wir werden Montenegro nicht aufgeben), die von montenegrinischen Professoren und Intellektuellen zur Unterstützung der SPC gegründet worden war, gewählt. In kurzer Zeit organisierte die Organisation öffentliche Veranstaltungen, an denen unter anderem Joanikije Mićović, der Bischof von Budimlja und Nikšić, sowie Gojko Perović, der Rektor des Theologischen Seminars in Cetinje, teilnahmen.
Am 1. August 2020 einigten sich die rechte Demokratische Front, die Volksbewegung und die Sozialistische Volkspartei darauf, ein Oppositionsbündnis vor den Wahlen unter dem Namen Za budućnost Crne Gore (deutsch: Für die Zukunft Montenegros) zu bilden. Krivokapić führte daraufhin die gemeinsame Wahlliste für die Parlamentswahlen im August 2020 an. Noch am selben Tag trat er als Präsident der NGO zurück, um fortan die Oppositionsliste anzuführen. Die Hauptziele der Koalition im Falle ihrer Regierungsbildung legte Krivokapić im Schutz der Menschenrechte, sowie der Gewährleistung der Meinungs-, Medien-, Gedanken- und Religionsfreiheit fest. In einem Interview erzählte Krivokapić, dass die Person, die ihn am meisten beeinflusste, in die Politik einzutreten, der montenegrinische Geschäftsmann Miodrag „Daka“ Davidović, de-facto Führer der Volksbewegung, der im Dezember 2019 ein Attentat in Belgrad überlebt hatte, war.
Am 24. Juli 2020 wurden nach einer Kundgebung der Opposition Strafanzeigen gegen Krivokapić und fünf orthodoxe Priester erhoben, weil der begründete Verdacht bestand, dass sie eine Straftat hinsichtlich der Nichteinhaltung der Gesundheitsvorschriften zur Unterdrückung einer Gefahr (durch die Ausbreitung von COVID-19) begangen hätten. In ebendieser Zeit versandte Krivokapić Briefe an ausländische Botschafter in Montenegro, in der er den Botschaftern mitteilte, dass die Koalition die Botschafter auf einen Fall drastischer Menschenrechtsverletzungen aufmerksam machen wollen. Er äußerte auch den Verdacht, dass dies eine besorgniserregende Einführung in den bevorstehenden Missbrauch von Mitgliedern des Innenministeriums sein könnte, um die politische Krise zu eskalieren und die Bevölkerung vor den bevorstehenden Wahlen einzuschüchtern.

### Parlamentswahlen 2020
Die Wahlen hatten mit 76,64 % die höchste Wahlbeteiligung seit der Unabhängigkeit im Jahre 2006. Krivokapić brachte es mit seinem Wahlbündnis Za budućnost Crne Gore auf 32,55 % der Stimmen, was 27 Sitze im Parlament und damit ein Zuwachs von sechs Sitzen bedeutete. Der mehrfache Premierminister Milo Đukanović, der bereits seit 30 Jahren die Kontrolle über die montenegrinische Regierung hatte und bei den Wahlen 2009 sogar auf 48 Parlamentssitze kam, hatte mit 35,06 % der Stimmen zwar die meisten Stimmen erreicht, verlor dadurch jedoch auch sechs Parlamentsplätze. Dies war zudem das erste Mal, dass die noch amtierende Regierungskoalition die Mehrheit im Parlament verlor. Bereits kurz nach Schließung der Wahllokale und noch vor der Veröffentlichung der finalen Wahlergebnisse gab Krivokapić den Sieg der Koalition bekannt und erklärte, dass „Freiheit in Montenegro geschehen sei“. In seiner Rede erklärte er auch, dass es keinen Revanchismus geben werde; weiters bot er auch Parteien ethnischer Minderheiten an, in die neue Regierung einzutreten. Kurz nach dem positiven Wahlausgang gab Krivokapić in einem Interview mit dem russischen Nachrichtendienst Sputnik bekannt, in Zukunft die Beziehungen zu Serbien und zu Russland verbessern zu wollen. Dabei präzisierte er, dass Montenegro nicht unter dem Einfluss Serbiens oder Russlands stehen könne und werde, aber seine Regierung bessere diplomatische Beziehungen zu beiden Ländern aufnehmen werde. Als Hauptpriorität der neuen Regierungskoalition nannte er den Beitritt Montenegros zur Europäischen Union.
Zusammen mit Aleksa Bečić, dem Führer von Mir je naša nacija (deutsch: Frieden ist unsere Nation), und Dritan Abazović, dem Führer von Građanski Pokret Ujedinjena reformska akcija (deutsch: Bürgerbewegung Vereinigte Reformaktion), einigte sich Krivokapić auf mehrere Grundsätze, auf denen die künftige Regierung ruhen wird, einschließlich der Bildung einer Expertenregierung, die weiterhin am Beitrittsprozess zur Europäischen Union, der Bekämpfung der Korruption, der Überwindung der Polarisierung der Gesellschaft und der Wirtschaftskrise arbeiten solle. Weiters solle sich diese Regierung um die Änderung und Überarbeitung diskriminierender Gesetze und Statuten, einschließlich des umstrittenen Gesetzes zur Religionsfreiheit kümmern. Krivokapić sagte auch, dass die neue Regierung in Montenegro dazu beitragen würde, das Leben der Serben im Kosovo würdevoll zu gestalten und sich damit beschäftigten werde, dortige Klöster zu erhalten.
Als es am Tag nach den Wahlen vor allem in Podgorica zu gewalttätigen Zusammenstößen zwischen den feiernden Anfängern der Opposition und den Anhängern der noch regierenden DPS gekommen war, verurteilte Krivokapić diese Auseinandersetzungen in weiterer Folge aufs Schärfste und beschuldigte die von der DPS geführte Regierung über den ethnischen Hass und die Unruhen verantwortlich zu sein. Danach forderte Krivokapić die Anhänger auf, zu Hause zu bleiben, und forderte die Behörden auf, Vorfälle zu untersuchen und die Delinquenten der Unruhen so schnell wie möglich zu verfolgen. Nachdem er sich davor bereits des Öfteren für die ethnischen Minderheiten im Land eingesetzt hatte, begrüßte er auch Minderheitsparteien von Bosniaken und Albanern in Montenegro und sprach davon mit diesen eine Regierung bilden zu wollen.
Auch in der Folgezeit kam es immer wieder zu kleineren Auseinandersetzungen und anderen Aktionen in Montenegro. So wurde unter anderem am 2. September 2020 die Glasscheiben an der Tür zur Islamischen Gemeinschaft bei der Hussein-Pascha-Moschee von Pljevlja eingeschlagen und an einer Außenwand des Gebäudes eine Drohbotschaft hinterlassen. Krivokapić verurteilte die Vorfälle und äußerte abermals den Verdacht, dass dieser Anschlag von Anhängern der scheidenden DPS-Regierung ausgegangen sei. Des Weiteren versammelte er sich mit Geistlichen der serbisch-orthodoxen Kirche vor der Hussein-Pascha-Moschee zu einem Protest; mit der Botschaft, dass sie bereit seien, die Kultstätten aller Religionsgemeinschaften Montenegros zu verteidigen. Kurz darauf gab Krivokapić bekannt, dass er als Premierminister zuerst Deutschland besuchen möchte, das er als das einflussreichste Land in der EU ansehe. Des Weiteren meinte er, dass Serbien und Montenegro geografisch, kulturell und historisch die beiden am nächsten gelegenen Länder seien und dass die Beziehung der beiden Länder normalisiert werden müsse. So meinte er, dass es der Wunsch der überwiegenden Mehrheit der montenegrinischen Bürger, dass sich die beiden Länder wieder annähern würden, aber die Nichtanerkennung des Kosovo durch Serbien dem im Wege stehen würde. Weiters gab er bekannt, dass die Regierung der Stärkung dieser Beziehung eine hohe Priorität einräumen werde.
Am 9. September 2020 unterzeichnete Krivokapić zusammen mit Aleksa Bečić und Dritan Abazović ein Abkommen, in dem sie versprachen, dass die neue Regierung keine Initiativen oder Verfahren zur Änderung der Nationalflagge, des Wappens oder der Hymne von Montenegro bzw. der Nichtanerkennung des Kosovo einleiten werde. Die Vereinbarung sieht auch vor, dass die neue demokratische Regierung in Montenegro alle vom Staat eingegangenen internationalen Verpflichtungen verantwortungsvoll umsetzen, die Zusammenarbeit mit der NATO stärken und verbessern, sowie alle für die Vollmitgliedschaft Montenegros in der EU erforderlichen Reformen schnell, vollständig und engagiert umsetzen wird. Außerdem meinte Krivokapić, dass sich die neue Regierung auf das Worst-Case-Szenario in Bezug auf die Wirtschaft Montenegros vorbereitet. Am selben Tag erklärte er auch, dass er besorgt sei, weil ihm kein anderes Land aus der Region gratuliert hätte. Als Antwort auf die Anschuldigungen, dass seine Koalition eng mit dem serbischen Präsidenten Aleksandar Vučić verbunden sei, sagte Krivokapić, er habe Vučić nie getroffen. Von regierungsnahen serbischen Boulevardzeitungen wurde das Koalitionsabkommen zwischen den drei neuen parlamentarischen Mehrheitslisten einstimmig kritisiert und Krivokapić als „Amfilohijes Premierminister“ bezeichnet.
Als Antwort auf diese Kritik sagte Krivokapić in einem Interview mit dem in Sarajevo ansässigen Fernsehsender Face TV, dass er sich bewusst sei, dass Aleksandar Vučić und Milo Đukanović in einer viel engeren Verbindung stehen, als er und jemand, der ihm am nächsten steht, und dass die regierungsnahen Boulevardzeitungen in Serbien ihn angreifen, weil der montenegrinische Präsident Đukanović und der serbische Präsident Vučić immer noch gute Beziehungen hätten, was Vučić jedoch bestritten hat, und Krivokapić auffordern, entweder Beweise für seine Geschäftsbeziehungen mit Đukanović zu veröffentlichen oder zuzugeben, dass er gelogen hätte. Dabei fügte er auch hinzu, dass er es skandalös finden würde, dass Vučić in den acht Jahren, in denen er nun durchgehend im Amt war, kein einziges Mal Montenegro besucht hätte.
In einem Interview mit der deutschen Tageszeitung Die Welt sagte Krivokapić, als er 1988 in Karlsruhe war, habe er gesehen, dass der damalige Bundeskanzler Helmut Kohl nur von einem einzigen Leibwächter geschützt wurde und dass er mit versammelten Menschen plauderte. Für Krivokapić war dies die erste Begegnung mit Demokratie, was er aus seiner unter dem kommunistischen Regime Titos regierten Heimat nicht kannte. Weiters kam er gegenüber der deutschen Tageszeitung an, dass dies genau die Art von Regierungschef ist, die er sein möchte: „Jemand, den man ansprechen und kritisieren darf.“ Als er am 11. September der Opfer der Terroranschläge vom 11. September 2001 gedachte, erklärte er, dass die neue Regierung ihr Engagement für die Bekämpfung des Terrorismus und die Bekämpfung aller Formen des Extremismus mit ihren Verbündeten bekräftigen werde. Bei einem Treffen der Oppositionsvertreter Metropolit Amfilohije und Bischof Joanikije im Kloster Ostrog am 22. September 2020 war es Dritan Abazović, der Krivokapić als neuen Premierminister Montenegros vorschlug. Die Führer der Demokratische Front Montenegros, Andrija Mandić und Milan Knežević, erklärten jedoch, dass Krivokapić nicht mehr die volle Unterstützung innerhalb der Koalition Za budućnost Crne Gore habe; dies hauptsächlich wegen seiner kritischen Haltung gegenüber Vučić und dessen Regime in Serbien.

### Weg zum Premierminister Montenegros
Am 23. September unterstützten alle 41 Abgeordneten der drei Koalitionen der neuen Mehrheit im Parlament offiziell Zdravko Krivokapić als designierten Premierminister und wählten Aleksa Bečić zum neuen Parlamentspräsidenten. Bereits eine Woche später nahm Krivokapić erste Gespräche mit Vertretern der Parteien der drei Koalitionen, die in Montenegro die parlamentarische Mehrheit hatten, hinsichtlich einer Regierungsbildung auf. Am 8. Oktober erfolgte Krivokapićs offizielle Ernennung zum designierten Premierminister, nachdem ihm der Präsident Đukanović das Mandat zur Bildung der neuen Regierung erteilt hatte.
Im Oktober 2020 wurde Krivokapić hauptsächlich von der Demokratischen Front Montenegros (bestehend aus Politikern der Neuen Serbischen Demokratie (NOVA), der Demokratischen Volkspartei Montenegros (DNP), der Bewegung für Veränderungen (PzP), von Echtes Montenegro (PCG), von Vereintes Montenegro (UCG) und der Arbeiterpartei Montenegros (RP)) kritisiert; hierbei vor allem von den drei Führern der Koalition Demokratische Front Montenegros: Andrija Mandić, Milan Knežević und Nebojša Medojević. Verschiedene von ebendiesen Politikern hervorgebrachte Vorwürfe wurden von Krivokapić zurückgewiesen. Alle drei gaben bekannt, dass die Unterstützung durch ihre Parteien eingeschränkt werden würde, sollten sie nicht Teil der neuen Regierung werden. Mandić forderte Krivokapić sogar ausdrücklich auf, sein Mandat zurückzulegen und nach einem neuen Designierten zu suchen. Medojević beschuldigte Krivokapić, dass die Metropolie von Montenegro und dem Küstenland, der montenegrinisch-serbische Geschäftsmann Miodrag „Daka“ Davidović, aber auch die Botschaften der Vereinigten Staaten und des Vereinigten Königreichs in Podgorica, sowie die montenegrinischen Medienverleger Miodrag Perović (Monitor) und Željko Ivanović (Vijesti) sehr großen Einfluss auf ihn als designierten Premierminister haben würden und diese auch an der Zusammenstellung seines Kabinetts beteiligt sein würden.
Im Rahmen einer am 29. Oktober abgehaltenen Pressekonferenz gab Krivokapić öffentlich bekannt, dass die zukünftige Regierung Montenegros ein geringeres Ansehen haben würde, sollten die politischen Führer der Demokratischen Front in die neue Regierung einbezogen werden. Weiter beschuldigte er die genannten Parteiführer, nicht im Interesse des Volkes zu handeln, sondern die Regierungsbildung für ihre persönlichen und parteipolitischen Interessen zu nutzen und ihre Regierungszeit dadurch verlängern zu wollen. Weiters meinte er gegenüber der Medien, dass die jahrzehntelange Opposition die Wahl nicht gewonnen habe, weil das von der DPS geführte Regime diese Menschen sehr gut kennen würde.
Nach dem Interview wurde er von den Führer der Demokratischen Front beschuldigt, einen Deal mit Milo Đukanović und der DPS abgeschlossen zu haben. Andrija Mandić stellte dabei auch die Behauptung auf, dass Krivokapić nach Druck und Konditionierung der Wahlunterstützung durch Teile der serbisch-orthodoxen Kirche zum Listenführer ernannt worden wäre. Weiters fügte er hinzu, dass die gesamte Finanzierung des Wahlkampfs von der Demokratischen Front gekommen wäre und dass die Kirche, die gefordert hatte, dass Krivokapić als Spitzenkandidat geführt werden müsste, keinen Cent bei der Wahlkampffinanzierung beigesteuert hätte. So beschuldigte er die Kirche und Krivokapić „auf Befehl eines anderen aus dem Ausland zu handeln“ und brachte dabei auch den US-amerikanischen Auslandsgeheimdienst CIA ins Spiel. Nach einer Reihe von Anschuldigungen der Führer der Demokratischen Front plante Krivokapić für den darauffolgenden Tag ein Treffen mit allen Parteien der neuen parlamentarischen Mehrheit, um Missverständnisse und andere Probleme bei der Bildung einer neuen Regierung zu überwinden. Das Treffen bestätigte letztendlich die Unterstützung aller Parteien der neuen Mehrheit für Krivokapićs Konzept einer Expertenregierung, in der sich jedoch keine Parteiführer befinden werden.
Am 1. November 2020 war Krivokapić an der Seite des Patriarchen Irinej, des Bischofs Joanikije und des serbischen Dichters, Schriftstellers und Akademikers Matija Bećković einer der Trauerredner beim Begräbnis des zwei Tage zuvor an einer COVID-19-Erkrankrung verstorbenen Metropoliten Amfilohije in der Auferstehungskathedrale von Podgorica. In seiner Rede verwies Krivokapić auch auf Amfilohijes Rolle bei der Wiederherstellung des Glaubens und der Wiederherstellung heiliger Stätten in Montenegro seit dem Fall des Kommunismus im Jahr 1990. Nur drei Tage nach dem Begräbnis wurde auch der Patriarch Irinej positiv auf COVID-19 getestet und starb 16 Tage später ebenfalls an den Folgen dieser Erkrankung. Krivokapić hatte zuvor das scheidende Kabinett von Duško Marković öffentlich gebeten, anlässlich des Todes des Metropoliten von Montenegro und dem Küstenland, einen Tag der Staatstrauer zu verhängen, was die Regierung jedoch ablehnte. Auf lokaler Ebene wurde jedoch von verschiedenen Gemeinden (Andrijevica, Budva, Berane, Kotor, Herceg Novi, Tivat und Plužine) ein Trauertag verhängt.
Am 5. November 2020 kündigte Krivokapić die Zusammensetzung seines Kabinetts an und gab bekannt, die Anzahl der Minister im Kabinett aufgrund der Rationalisierung der staatlichen Verwaltung auf zwölf Minister zu reduzieren, was um acht weniger waren, als in der Regierung Marković, was auch dadurch zustande kam, dass einige Ministerialabteilungen zusammengelegt und einige abgeschafft wurden. Als Beispiel für dieses Modell nannte er die bewährten Verfahren aus den Niederlanden, sowie aus Finnland und dass Rationalisierung im Grunde eine Antwort auf die Herausforderungen sein sollte, vor denen Montenegro aktuell stehe. Weiters gab er bekannt, dass das zukünftige Kabinett auf vier Schlüsselbereichen basieren werde: Rechtsstaatlichkeit, Finanzen, Bildung und Gesundheit. Wie bereits davor erhielt Krivokapićs auch nach der Ernennung der Minister von den Führern der Koalitionsparteien Kritik, da diese mit der Entscheidung von Krivokapić unzufrieden waren. Basierend auf der finalen Vereinbarung mit den unterstützenden Parteien wird die neue Regierung mit den Hauptzielen auf ein Jahr begrenzt sein. Zu den Hauptzielen zählen der Kampf gegen Korruption, die Entpolisierung öffentlicher Institutionen nach dem 30-jährigen DPS-Regime, sowie die Reform der Wahlgesetze zur Vorbereitung einer Atmosphäre auf die Abhaltung neuer – laut Krivokapić „erster fair organisierter“ – Wahlen in Montenegro. Einige Parteien des früheren Regimes, darunter die DPS, die LP und die SD, beschuldigten den designierten Premierminister Krivokapić, ausschließlich orthodoxe Serben für die neue Regierung ausgewählt zu haben, während gleichzeitig einige Mitglieder der neuen Mehrheit (von der Demokratischen Front) behauptete, dass authentische serbische Vertreter in Montenegro nicht einmal Teil des neuen Kabinetts seien. Beide Seiten (DPS und DF) waren sich jedoch einig, als sie die angeblichen Einmischungen der Metropolie von Montenegro und dem Küstenland (bzw. der serbisch-orthodoxen Kirche an sich) auf die Bildung des Kabinetts von Krivokapić kritisierten.
Am 13. November 2020 gab Krivokapić bekannt, dass Hunderte Millionen Euro vom scheidenden DPS-Regime aus Montenegro in das benachbarte Serbien geleitet werden würden und dass das Geld am Geld vorrangig auf Konten in Belgrad gehen würde, wo mit dem Geld Villen und Wohnungen in der gerade aufstrebenden und noch weitestgehend im Bau befindlichen luxuriösen Belgrader Uferpromenade (in Serbien als Beograd na vodi (dt.: Belgrad am Wasser) bekannt) gekauft werden würden. Ein Großteil des nach Serbien geflossenen Geldes soll dabei in dieses Stadterneuerungsprojekt der serbischen Regierung investiert worden sein.
Die parlamentarische Abstimmung über das neue Kabinett war ursprünglich für den 14. November anberaumt gewesen, musste jedoch aufgrund einer COVID-19-Fälle im Konsens aller Parteiführer im Parlament auf den 24. November verschoben werden. Die Sitzung wurde danach ein weiteres Mal verschoben (auf den 2. Dezember), da mehrere Parteien der scheidenden Regierung darauf bestanden hatten, da die umstrittene Pogorica-Versammlung im Jahr 1918 ebenfalls an diesem Tag stattgefunden hätte und sie dieses Datum somit für inakzeptabel und geschmacklos hielten. Aufgrund dessen beschuldigten sie Krivokapić und sein Team des angeblichen Handelns gegen die Souveränität und Staatlichkeit Montenegros. Nach der neuerlichen Verschiebung der Sitzung erinnerte Parlamentspräsident Bečić die Öffentlichkeit daran, dass das umstrittene Datum der Sitzung nur einen Tag vor dem plötzlichen Disput des scheidenden DPS-Regimes im Beisein und im Konsens aller Parteien festgelegt worden war. Weiters fügte er hinzu, dass das Parlament vier Jahre zuvor ebenfalls im Zeitraum vom 24. bis 28. November (demselben Zeitraum wie die Podgorica-Versammlung von 1918) für das vorangegangene Regierungskabinett rund um die DPS abgestimmt habe. Bečić und Krivokapić beschuldigten beide das von der DPS geführte scheidende Regime, die Bürger erneut zu täuschen und interethnische Konflikte zu untergraben, um einen demokratischen Regimewechsel im Land zu verzögern.
Am 4. Dezember 2020 wurde die neue Regierung von 41 von 81 Mitgliedern des Parlaments von Montenegro gewählt und Krivokapić damit offiziell zum Premierminister von Montenegro, womit der Balkanstaat zum ersten Mal seit 30 Jahren eine Regierung erhielt, die nicht von Langzeitherrscher Milo Djukanović kontrolliert wird.
Am 4. Februar 2022 wurde Krivokapićs Regierung nach nur 14 Monaten im Amt durch ein Misstrauensvotum des Parlaments gestürzt. Initiiert wurde die Abstimmung von Vizepremier Dritan Abazović, nachdem Krivokapić angekündigt hatte die Regierung umbilden zu wollen, um die bisherige Reformblockade zu lösen. Konkret ging es um die Einsetzung einer Minderheitsregierung, von der sich der Premier eine effizientere Arbeitsweise erhoffte.

## Privates/Familiäres
Zdravko Krivokapić ist verheiratet mit Marijana Krivokapić, die ebenfalls Universitätsprofessorin ist. Mit ihr hat er zwei Töchter sowie drei Söhne und ist Großvater von zwei Enkelkindern. Drei der Kinder haben ebenfalls einen Master-Abschluss, wovon eine Tochter eine promovierte Doktorin ist. Die zwei jüngsten Söhne besuchten zum Zeitpunkt der Wahl Krivokapić zum Premierminister Montenegros noch die Schule.
Gojko Perović, der Rektor des Theologischen Seminars in Cetinje, bezeichnete Krivokapić als einen bescheidenen Mann und einen Christen im besten Sinne des Wortes. Perović gab bekannt, dass Krivokapić jeden Monat Geld für den ärmsten Studenten des Seminars spendete.
Krivokapić selbst bezeichnet sich als Montenegrinischer, der jedoch seine Wurzeln kenne und sich ethnisch als montenegrinischer Serbe bezeichnen würde.
Außerdem meint Krivokapić, dass ethnische Serben in Montenegro hauptsächlich nicht durch ihre Herkunft mit dem Gebiet des heutigen Serbien verwandt sind, sondern das autochthone Volk Montenegros repräsentieren würden. So bezeichnet er montenegrinische Serben und ethnische Montenegriner als genau dasselbe Volk und weist häufig darauf hin, dass die Spaltungen zwischen den beiden montenegrinischen Völkern unter den jüngsten historischen Umständen auferlegt und stark politisiert werden.
Aufgrund seiner Herkunft ist Krivokapić Mitglied des Cuce-Clans des Alten Montenegros (auch Alt-Montenegro).
Am 13. November 2020 gab Krivokapić bekannt, an COVID-19 erkrankt gewesen zu sein, ohne es überhaupt selbst bemerkt zu haben.